# Rivière Petit David
La rivière Petit David  ou Rivière Petit David Premier Bras est un cours d'eau de la Guadeloupe situé en Basse-Terre.

## Géographie
Elle prend sa source dans Les Mamelles en récoltant diverses ravines avant de prendre son cour principal en contournant le morne Cézanne et s'écoule durant 3 km avant de trouver son embouchure en se jetant dans la rivière Bras-David. 
Une petite route partant de la route de la Traversée permet d'en rejoindre les rives où une aire de pique-nique a été aménagée.

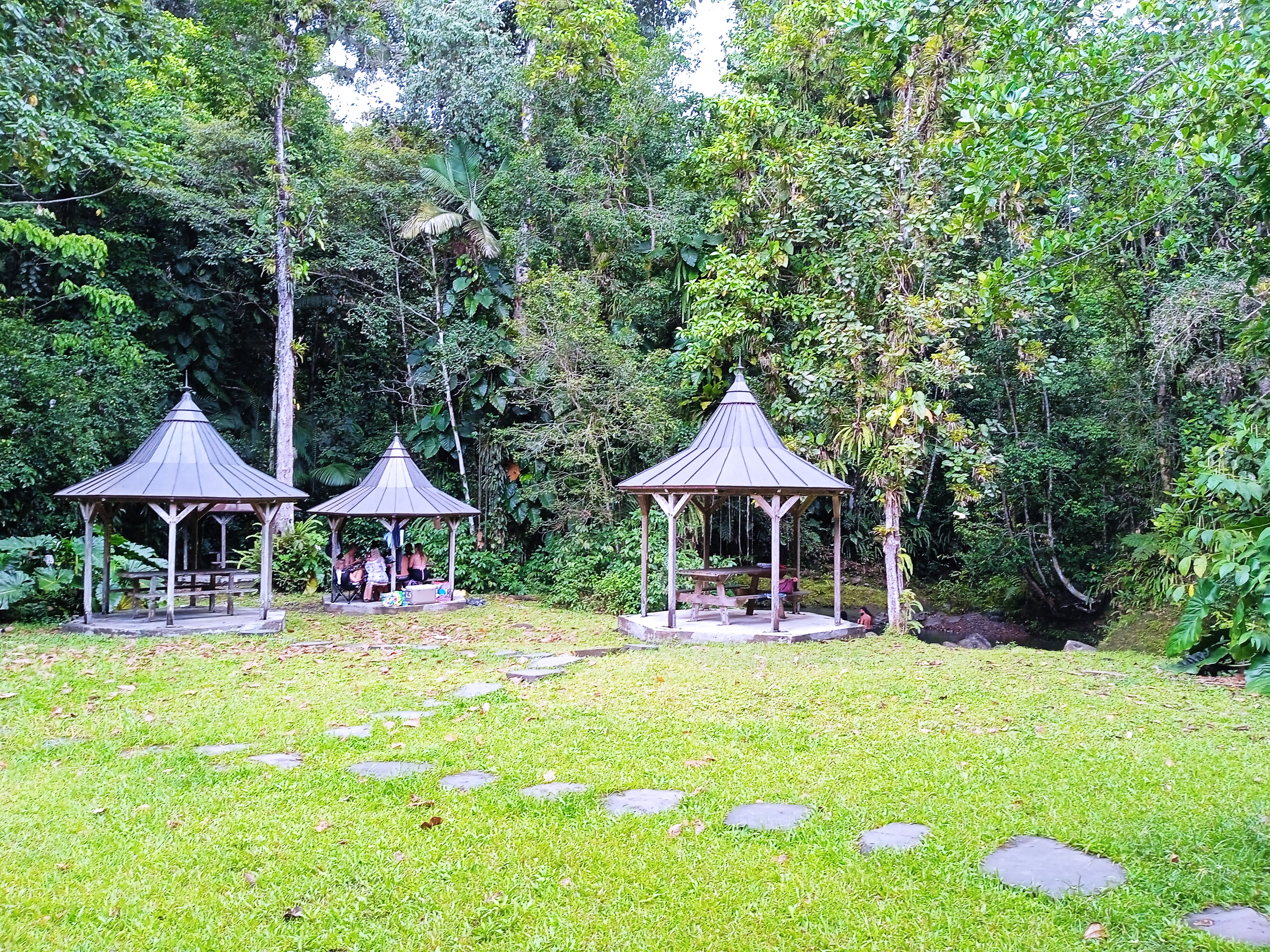
Aire de pique-nique de la rivière Petit David Premier Bras.
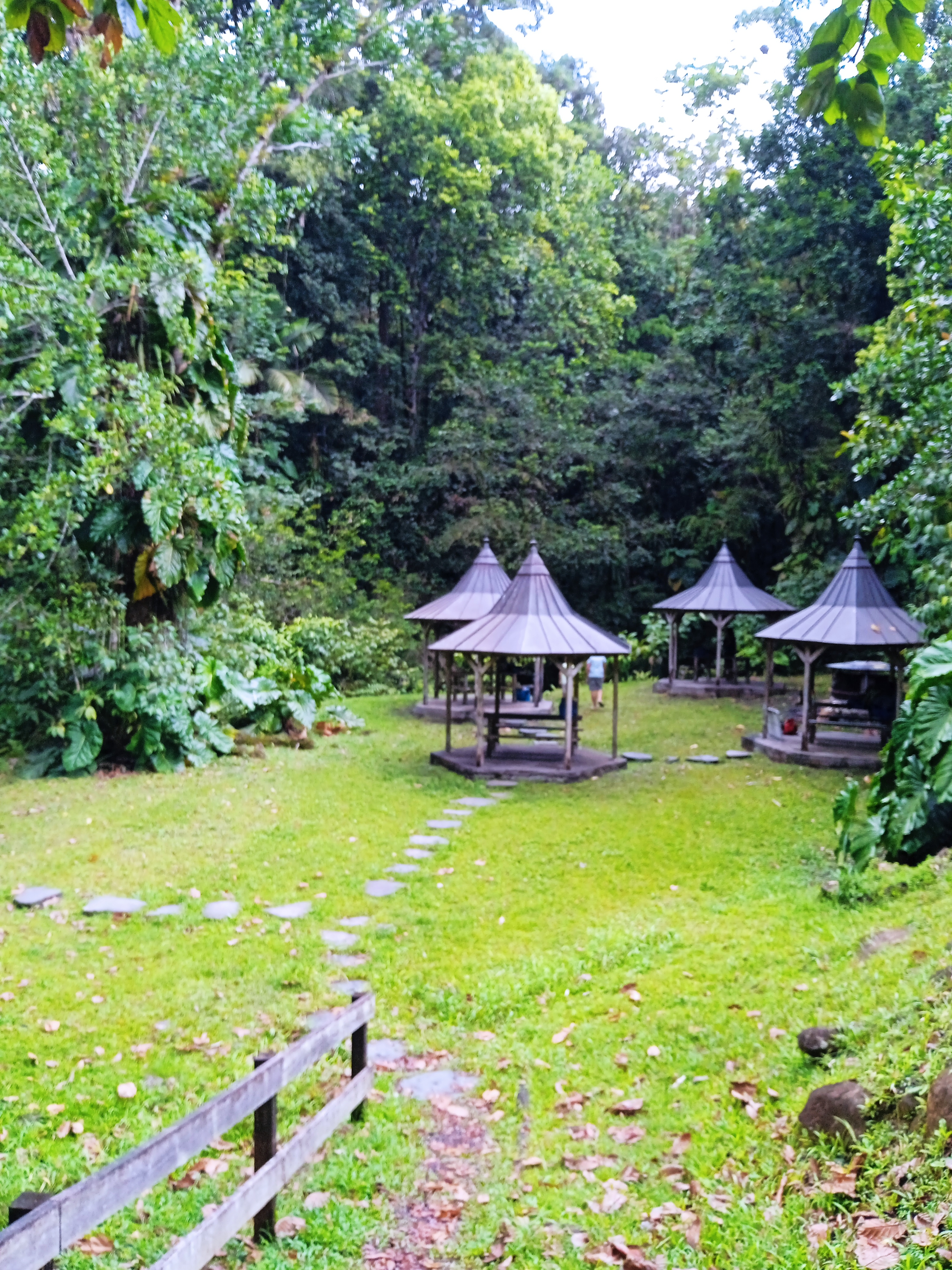
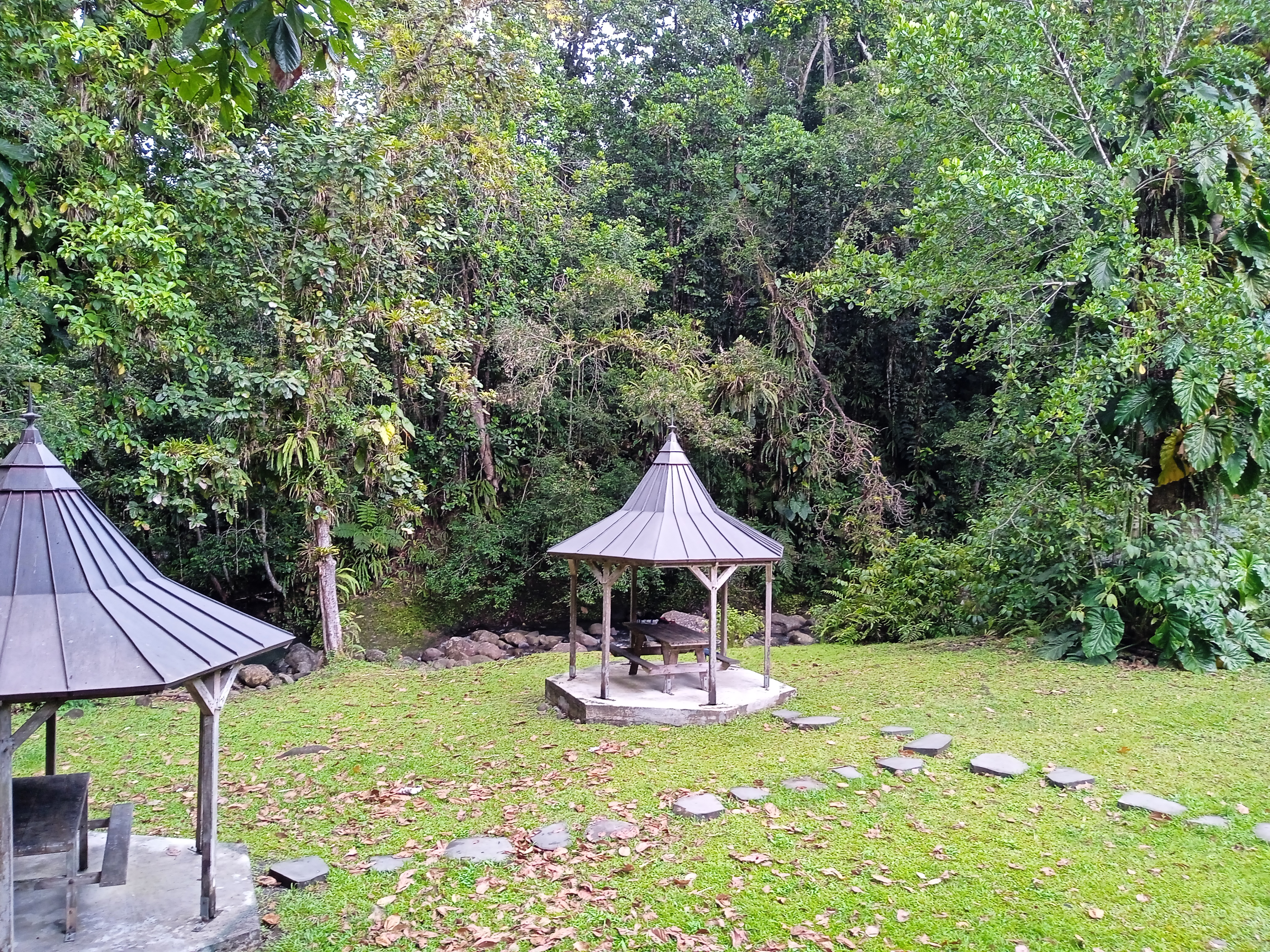
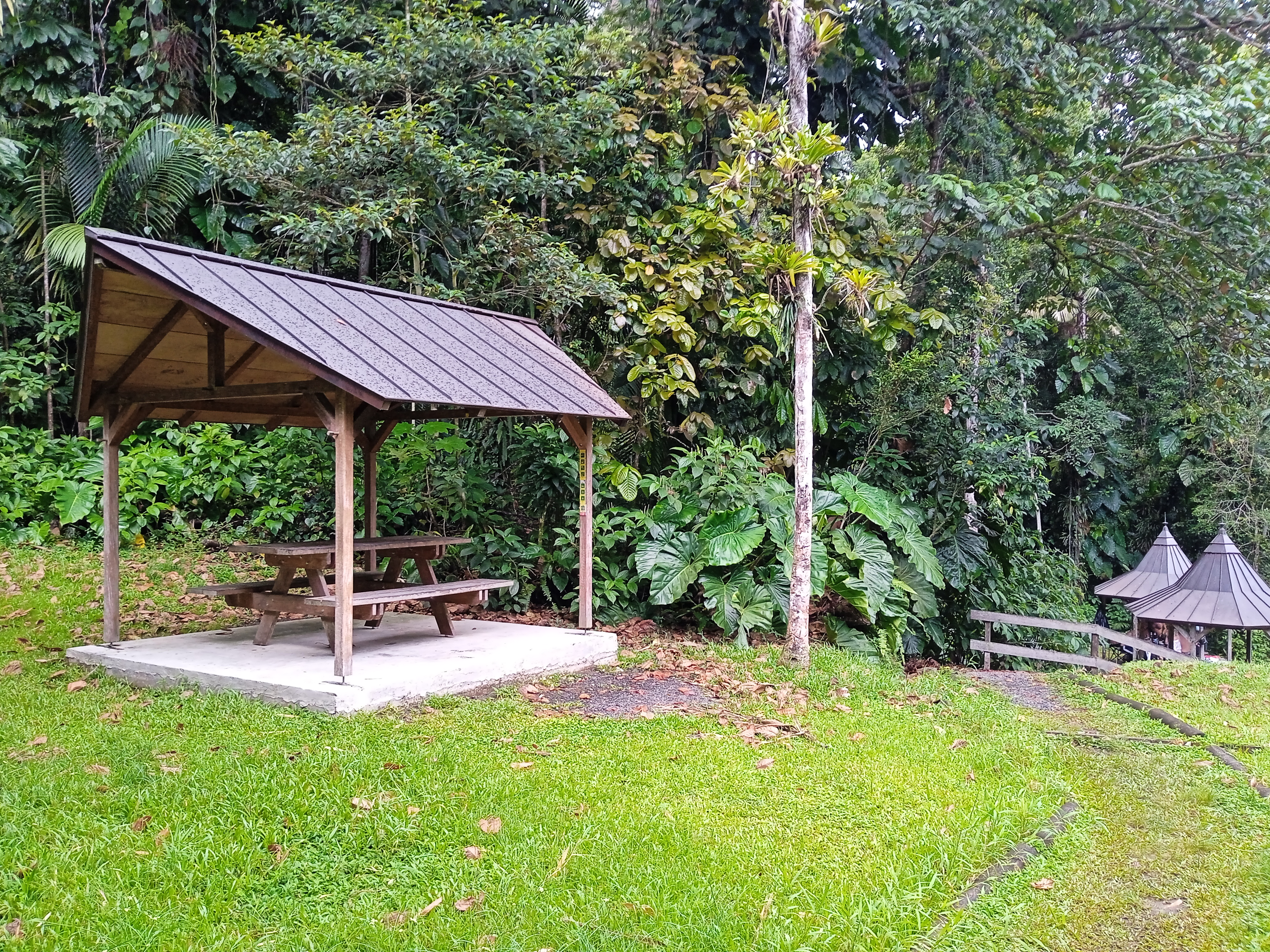